# Julian Kryplewski

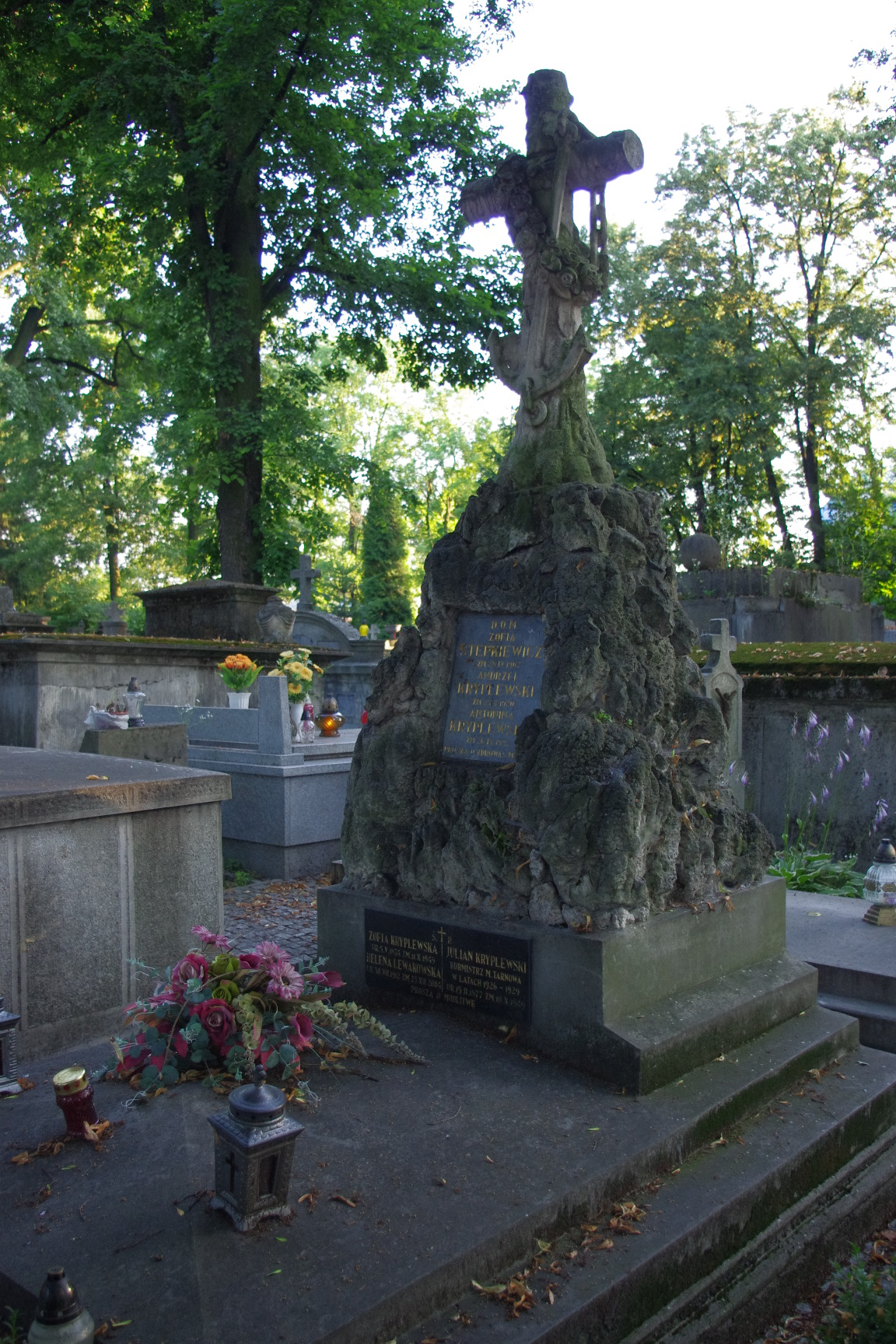
Grób burmistrza Tarnowa – Juliana Kryplewskiego na Starym Cmentarzu w Tarnowie.

Julian Kryplewski (ur. 15 lutego 1877 w Tarnowie, zm. 11 października 1949 tamże) – prawnik, adwokat, w latach 1926–1929 burmistrz Tarnowa.

## Życiorys
Julian Kryplewski był jedynym synem Andrzeja, mistrza kominiarskiego, i jego drugiej żony Antoniny Stępniowskiej. Po ukończeniu tarnowskiego gimnazjum studiował prawo na Uniwersytecie Jagiellońskim. Od 1906 roku pracował w sądach w Tarnowie i Żabnie. W 1911 roku uzyskał tytuł doktora prawa i rozpoczął samodzielną praktykę adwokacką w Tarnowie. Po wybuchu I wojny światowej został zmobilizowany i służył w armii Austro-Węgier jako prawnik, obrońca w sprawach karnych. Podobną funkcję pełnił w latach 1919–1920 w odrodzonym Wojsku Polskim. Zwolniony z wojska w stopniu kapitana, powrócił do Tarnowa i adwokatury.
W 1926 roku Julian Kryplewski został dokooptowany w skład rady miejskiej Tarnowa, reaktywowanej po trzech latach rządów komisarycznych. 30 listopada tegoż roku został zdecydowaną większością głosów wybrany nowym burmistrzem miasta. Wiceburmistrzem został, pełniący już tę funkcję do 1923 roku, Herman Mütz, również adwokat. Rządy Juliana Kryplewskiego przebiegały w cieniu realizowanej od 1927 roku przez rząd wielkiej inwestycji: budowy, na zachód od miasta, fabryki chemicznej (obecne Zakłady Azotowe w Tarnowie-Mościcach). W Tarnowie opracowano i przeprowadzono plan taniego budownictwa mieszkaniowego dla niezamożnych rodzin, opracowany przez dyrektora budownictwa miejskiego, inżyniera Witolda Giżberta-Studnickiego. W 1927 roku uroczyście otwarto Muzeum Miejskie (obecnie Muzeum Ziemi Tarnowskiej w Tarnowie), którego pierwszym dyrektorem został promotor jego powstania, Józef Kazimierz Jakubowski. W 1929 roku, dzięki inicjatywie między innymi Juliana Kryplewskiego i Józefa Jakubowskiego do Tarnowa sprowadzono prochy generała Józefa Bema i umieszczono je w mauzoleum, zaprojektowanym przez Adolfa Szyszko-Bohusza.
Powstały wskutek nadmiernych inwestycji deficyt budżetu miasta spowodował rozwiązanie dotychczasowej rady miejskiej i przeprowadzenie w czerwcu 1929 roku wyborów samorządowych. Julian Kryplewski, mimo że bezpartyjny, kandydował z pierwszego miejsca na liście Polskiej Partii Socjalistycznej, która poniosła spektakularną klęskę, nie wprowadzając do rady miasta ani jednego przedstawiciela. Nowym burmistrzem został Michał Skowroński, zaś Julian Kryplewski powrócił do praktyki adwokackiej.
7 września 1939 roku, po ewakuacji ówczesnego prezydenta Tarnowa Mieczysława Brodzińskiego do Lwowa, Julian Kryplewski został przewodniczącym Tymczasowego Zarządu Miasta. Tego samego dnia do Tarnowa wkroczyły wojska niemieckie, zatrzymując Kryplewskiego i dwóch innych członków zarządu, księży Jana Bochenka i Józefa Lubelskiego, jako zakładników. Zwolniono ich następnego dnia, zaś Tymczasowy Zarząd Miasta został zlikwidowany przez nowe władze okupacyjne 25 września. W 1940 roku Julian Kryplewski został przewodniczącym powiatowego zarządu Rady Głównej Opiekuńczej.
Dr Julianowi Kryplewskiemu przyszło jeszcze raz stanąć na czele miasta w tragicznych dniach na początku września 1939 r. Po ucieczce ówczesnego prezydenta miasta Mieczysława Brodzińskiego do Lwowa w dniu 6 września, nazajutrz o godz. 8 rano, w budynku Opieki Społecznej przy ul. Wałowej odbyło się zebranie organizacyjne Tymczasowego Zarządu Miasta. W zebraniu brało udział ok. 30 osób. Do zarządu weszli: dr Julian Kryplewski przewodniczący, inż. Edward Okoń i Stanisław Komusiński asesorzy. Ponadto do rady powołano adwokata Antoniego Małeckiego oraz księży: dr. Józefa Lubelskiego i dr. Jana Bochenka proboszcza parafii katedralnej. Lokalem zarządu miała być kamienica przy ul Wałowej 2 /Zarząd Dóbr XX Sanguszków w Gumniskach/ Około południa tego dnia /7.09/ w mieście już były patrole niemieckie. O godz. 14 niemiecki pułkownik poinformował J. Kryplewskiego, ks. J. Bochenka i ks. J Lubelskiego, że są zakładnikami. Odpowiadać mieli za spokój w mieście swoimi głowami. Jeżeli padłyby strzały ze strony ludności cywilnej, mieli zostać rozstrzelani. Kryplewski miał to zarządzenie ogłosić w mieście przy pomocy afiszy.
Wieczorem padły w mieście strzały. Pilnujący zakładników niemiecki podporucznik krzyknął: “Padły strzały z ręki ludności cywilnej, będziecie rozstrzelani”. Trzymanych pod strażą członków Tymczasowego Zarządu Miasta ogarnęły chwile grozy. Wówczas to Julian Kryplewski począł tłumaczyć Niemcowi: “…że on jest burmistrzem, że może wystarczyłoby gdyby on sam tylko był rozstrzelany”. Słowa te zapisał obecny tam wtedy ks. Jan Bochenek w swojej książce “Na posterunku”, wydanej zaraz po wojnie. Zakładnicy zostali zwolnieni nazajutrz rano, rozstrzelano zaś niestety podejrzanych o oddanie strzałów braci Stanisława i Piotra Chrząszczów.
Likwidacja Tymczasowego Zarządu Miasta nastąpiła 25 września 1939r., gdy stanowisko Komisarza Miasta Tamowa objął niemiecki urzędnik okupacyjny Ernst Kundt.
Żona byłego burmistrza, Zofia Kryplewska, weszła 10 września 1939 r. w skład Komitetu Opieki nad jeńcami zorganizowanym przez PCK. W dniu 7 czerwca 1940 r. powstał w Tarnowie Polski Komitet Opiekuńczy wchodzący w skład powołanej w Generalnym Gubernatorstwie Rady Głównej Opiekuńczej /RGO/, jedynej dozwolonej przez okupanta cywilnej organizacji charytatywnej, powstałej pod silnym naciskiem na niemieckie władze okupacyjne amerykańskich organizacji charytatywnych. W listopadzie Tarnowski Komitet Opiekuńczy został zatwierdzony przez powiatowe władze okupacyjne jako Zarząd Rady Opiekuńczej Powiatowej. Przewodniczącym jego został dr Julian Kryplewski Dzięki pomocy niesionej przez tę organizację mogły przetrwać okupację setki tysięcy ludzi.
Dwaj synowie Juliana Kryplewskiego w latach 194243 byli oficerami łączności w Tarnowskim Inspektoracie Armii Krajowej Porucznik Michał Kryplewski, p.s “Gołąb” pełnił tę funkcję od sierpnia do listopada 1942 r, kiedy to wraz z ojcem zostali aresztowani przez gestapo. Syn został wywieziony do obozu w Oświęcimiu, ojca później zwolniono. Drugi jego syn, ppor. Andrzej Kryplewski, ps. “Świerszcz”, był oficerem łączności AK od listopada 1942 r. do kwietnia 1943 r. W konspiracji pracowała także ich siostra Helena Lewakowska.
Julian Kryplewski zmarł w Tarnowie 11 października 1949 r. W lutym tego samego roku zmarła jego żona. Były burmistrz miasta Tarnowa spoczywa na Starym Cmentarzu na Zabłociu w grobowcu na początku kwatery XII, przy głównej alei na prawo idąc od bramy głównej, za kaplicą XX. Sanguszków.